# Rubén Peña
Rubén Peña (Ávila, 18 de julho de 1991) é um futebolista profissional espanhol que atua como lateral direito. Atualmente, joga no Osasuna.

## Carreira
Rubén Peña começou a carreira no Ávila CF.

## Títulos
Villarreal
- Liga Europa: 2020–21